# Bagni greci

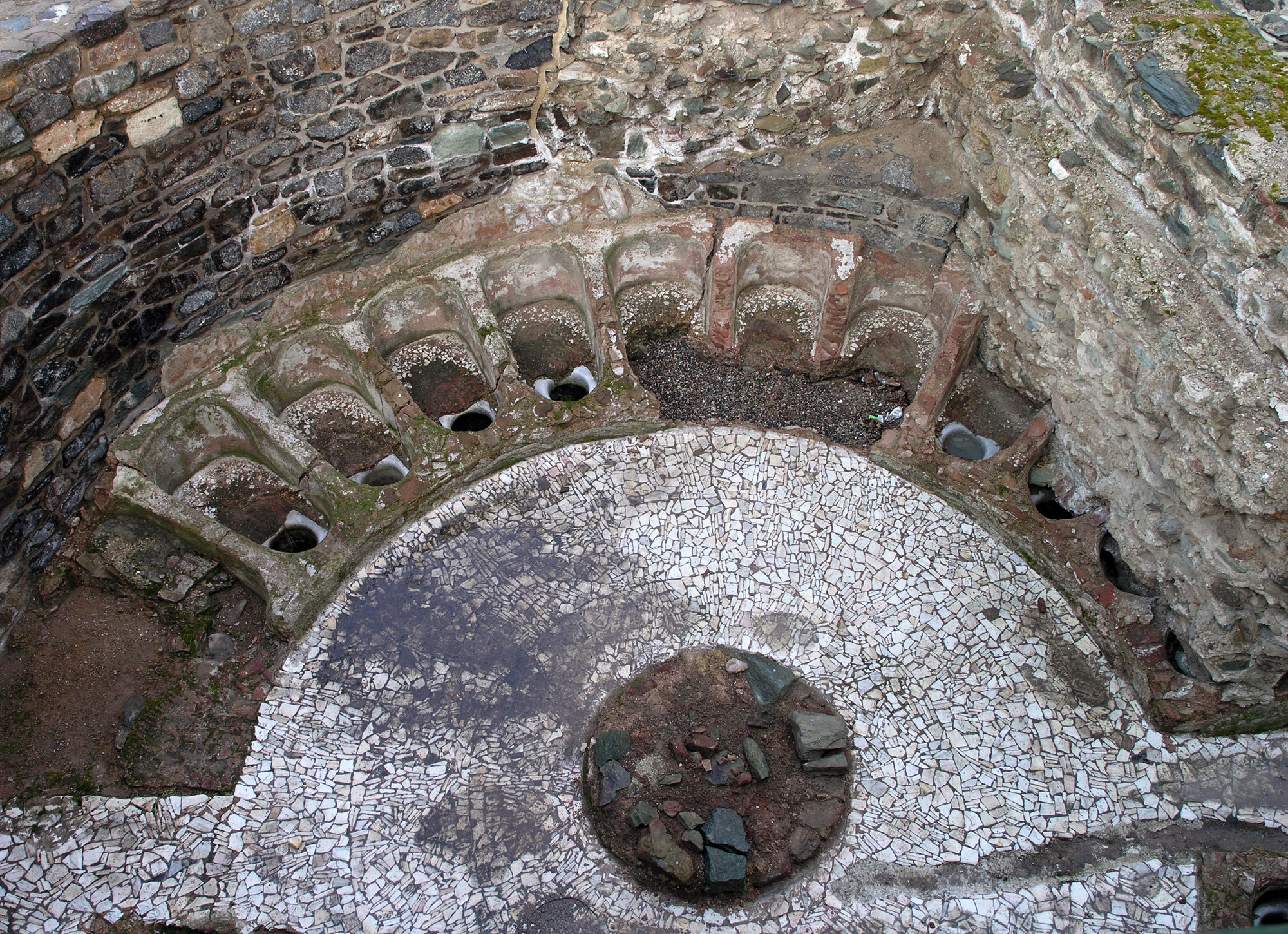
Bagni greci di Salonicco (III sec. a.C.)

I bagni greci erano una struttura atta al bagno e alla pulizia in epoca greca, predecessori delle terme romane e caratteristici di alcuni paesi ellenizzati come Grecia, Egitto e Italia. Poiché non dovevano seguire le stesse regole di progettazione e costruzione dei templi o di altri edifici civili, erano molto innovative nei loro progetti pur mantenendo sempre uguali le loro funzioni. Elementi caratteristici dei bagni greci furono le vasche, i sistemi di riscaldamento e di erogazione dell'acqua.
La loro importanza crebbe nel tempo, diffondendo il concetto del bagno come strumento per il relax e la pulizia del corpo: per Omero, ad esempio, il bagno è un momento di trasfigurazione tale da rendere i personaggi simili alle divinità:
(Omero, Odissea, canto III (466-468), trad. di Vincenzo Di Benedetto)

## Storia

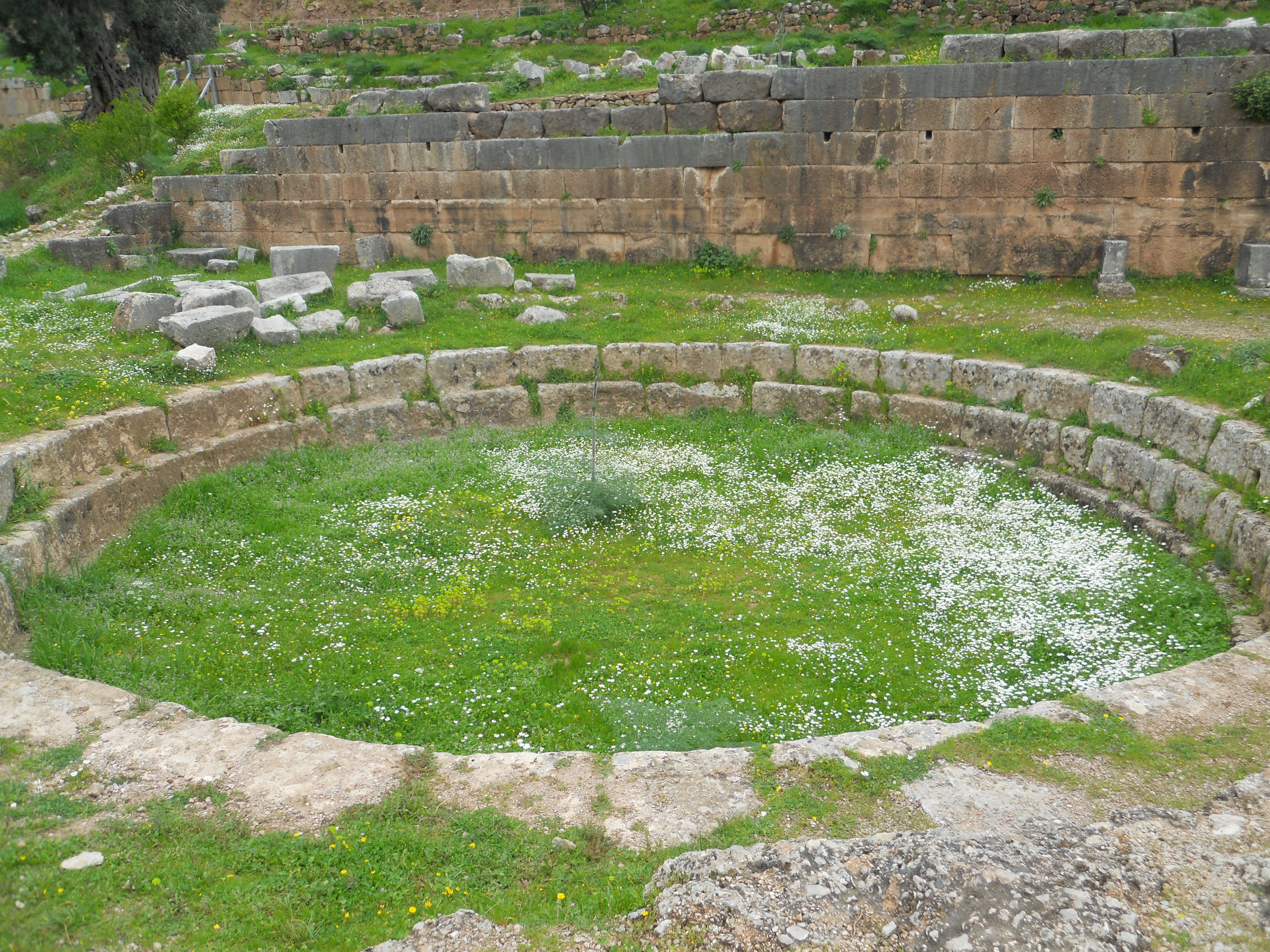
Il bagno della palestra di Delfi

La storia dei bagni pubblici in Grecia inizia intorno al VI secolo a.C. ad Atene: lì, nel quartiere del Ceramico, vi erano dei bagni utilizzati da coloro che entravano nella polis attraverso la porta del Dipylon. Successivi bagni vennero costruiti in seguito presso le porte del Diochares e Isthmonikos. Il bagno in quest'epoca consisteva in nient'altro che un rapido tuffo nell'acqua ghiacciata, e rimase così fino a quando la gente della Laconia ebbe l'idea di usare l'acqua calda. L'acqua per i bagni laconici poteva essere riscaldata usando il carbone, oppure servendosi di rocce riscaldate un un'altra stanza e poi immesse all'interno del bagno.
I bagni raggiunsero l'apice del loro sviluppo nel periodo ellenistico, in un'epoca di raffinatezza urbana. Il comfort e il benessere individuale divennero più importanti per la società greca e, di conseguenza, il numero di bagni aumentò e occupò un posto di rilievo nella quotidianità. Vennero importati anche in Sicilia (dove si svilupparono con funzioni innovative come i primi sistemi di ipocausto di cui si abbia notizia) e in Egitto.

## Esempi di bagni greci nel mondo
I bagni greci sono stati ampiamente catalogati in una raccolta delle archeologhe Sandra K. Lucore e Monika Trümper, che hanno rilevato almeno 70 siti in tutto il Mediterraneo: 
- 8 in Italia (Caulonia, Gela, Locri, Megara Iblea, Morgantina, Siracusa, Velia)
- 1 in Francia (Marsiglia)
- 20 in Grecia (Ambracia, Atene, Corinto, Delo, Dilesi, Eleusi, Eretria, Gortina, Efestia, Oiniades, Olimpia, Pella, Tebe ftie, Pireo, Salonicco)
- 2 in Turchia (Colofone, Pergamo)
- 3 a Cipro (Amatunte, Cizio)
- 2 in Libia (Cirene, Euesperide)
- 34 in Egitto (Alessandria, Atribi, Buto, Canopo, Dionysias, Hu, Karnak, Crocodilopoli, Marina el-Alamein, Marsa Matruh, Sais, Taposiris Magna, Xois e altre città minori)

Tra gli esempi meglio conservati ricordiamo:

### Bagni greci di Olimpia

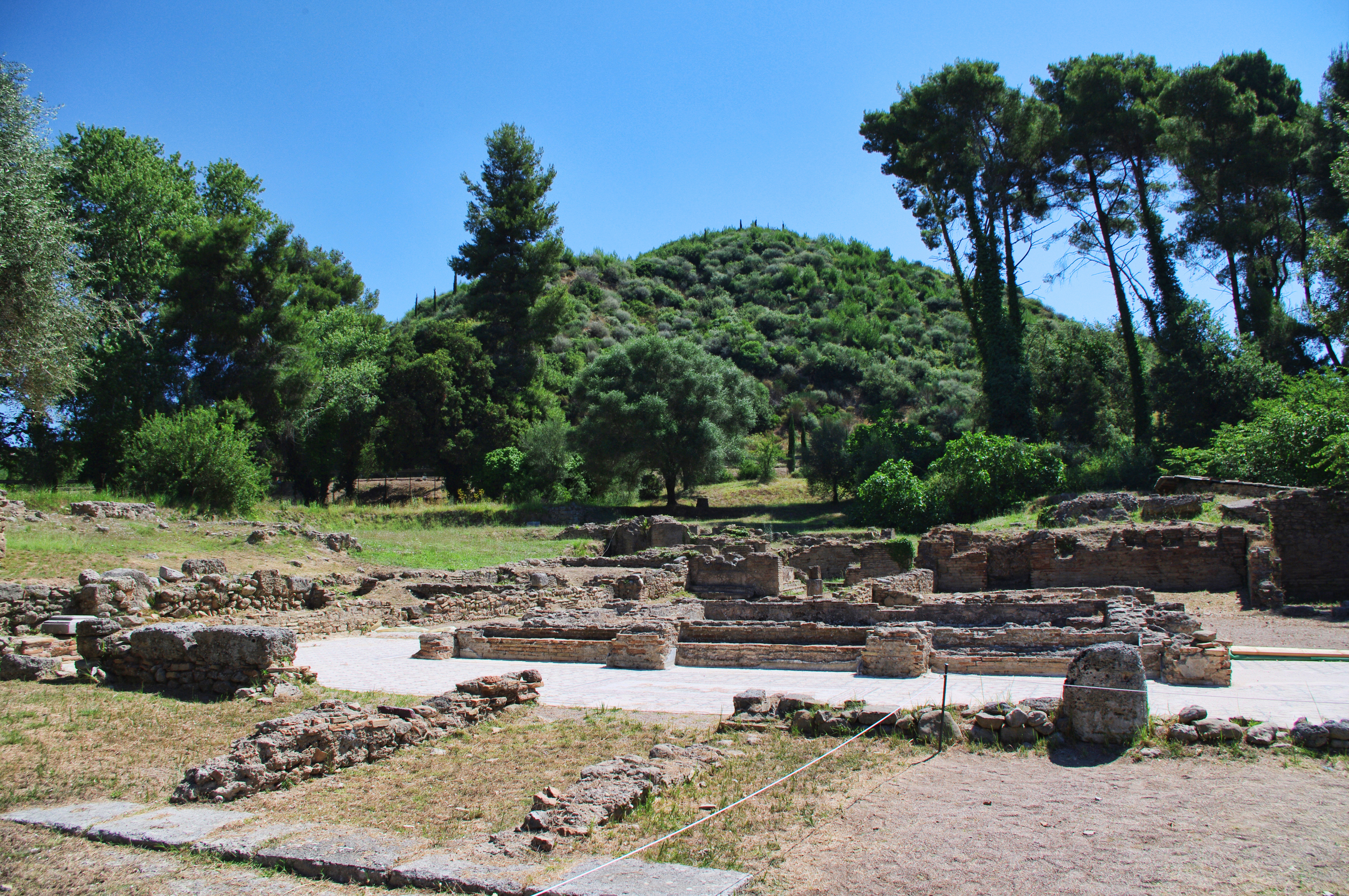
Resti dei bagni greci di Olimpia

I bagni greci di Olimpia sono i più antichi bagni del Santuario di Olimpia e sono situati sul lato occidentale, al di fuori del recinto sacro dell'Altis, vicino alla riva del fiume Cladeo. Servivano per soddisfare i bisogni degli atleti, che li usavano per lavarsi dopo l'allenamento o i giochi. Nati come un'unica struttura rettangolare lunga 20 metri e larga quattro, possedevano un pozzo situato a un'estremità della stanza dove gli atleti potevano attingere l'acqua. Vennero poi rinnovati in diverse occasioni: la prima fu intorno al V secolo a.C. che vide una stanza più piccola aggiunta, dove piccole vasche venivano poste lungo il lato nord ed est e una piscina adiacente; la seconda verso la fine del IV secolo a.C. quando un altro locale venne aggiunto sul lato ovest con tre delle pareti rivestite con ulteriori vasche con acqua calda. La terza ristrutturazione avvenne intorno al I secolo a.C. che vide l'aggiunta di una grande stanza absidale a sud insieme ad un sistema di ipocausto.

### Bagni greci di Gela

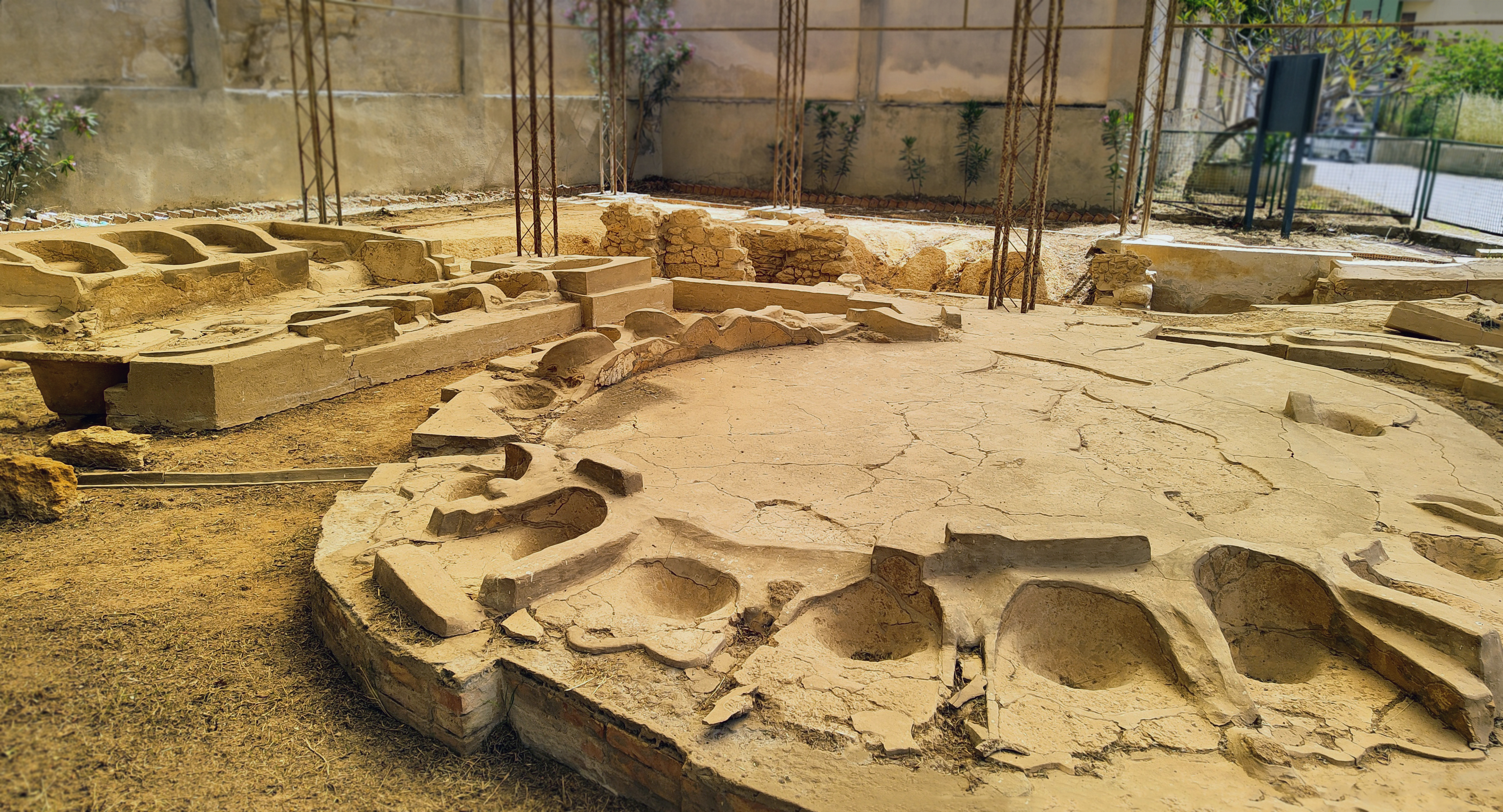
Vasche dei bagni greci di Gela

I bagni greci di Gela nacquero alla fine del IV secolo a.C. durante il periodo di ricostruzione della città guidato da Timoleonte e sono il più antico esempio di bagni pubblici rinvenuto in Italia e unico esempio in Sicilia. Erano caratterizzati da due ambienti separati da una parete di mattoni di argilla cruda: il primo era dedicato interamente a gruppi di vasche, disposte a semicerchio o una di fronte all'altra, dove avvenivano i bagni veri e propri; il secondo era invece riservato al sistema di riscaldamento, con cameretta a due corridoi sotterranei, nei quali avveniva la combustione: l'ambiente superiore, il cui pavimento poggiava sulle pareti del vano sottostante, creava un vero e proprio ipocausto fungendo da sauna.

### Bagni greci di Morgantina
I bagni greci di Morgantina risalgono al III secolo a.C. e sono composti da due complessi termali (nord e sud) molto simili, separati solo da una strada. La parte nord era dotata di undici ambienti, destinati sia al bagno caldo che al bagno freddo, e offriva ai visitatori due percorsi: nel primo si accedeva a due sale a temperatura ambiente dotate di coperture a volta; nel secondo si entrava dal sudatorium riscaldato da un sottostante ipocausto, e poi a una grande piscina coperta per fare un bagno caldo all'interno di vasche individuali in terracotta. La parte sud era invece dotata di sedici ambienti, anch'essi divisi in due distinte aree: una dedicata al semplice bagno per pulizia, l'altra al bagno in una piscina riscaldata.